# Va usted en punto con el banco
Va usted en punto con el banco es un cortometraje humorístico dirigido por Manuel Marín, protagonizado por el comediante español Ramón Álvarez Escudero (Ramper) y producido por Feliciano Manuel Vitores.
Pertenece a una serie de tres cortometrajes junto a Cuando fui león (1928) y En confesionario (1928). Se trata de una de las primeras producciones sonoras del cine español.

## Reparto
- Ramón Álvarez Escudero (Ramper).[4]